# 劉侶鶴
劉侶鶴（?—?），湖南人，清朝政治人物。
同治4年（1865年），擔任清朝遵义府婺川縣知縣。后由桑九河接任。